# 愛怨峡
『愛怨峡』（あいえんきょう）は、1937年に公開された溝口健二監督の日本映画。レフ・トルストイの小説「復活」を川口松太郎が翻案。

## スタッフ
- 監督 - 溝口健二[1]
- 脚色 - 依田義賢、溝口健二[3]
- 原作 - 川口松太郎[1]
- 撮影 - 三木稔[1]
- 美術監督 - 水谷浩[3]
- 音楽 - 宇賀神味津男[3]
- 録音 - 安藤彰、灘源太郎[2]
- 照明 - 内田昌夫、阿部定雄[2]
- 編集 - 板根田鶴子、近藤光夫[3]

## キャスト
以下の出演者名と役名は特に記載がない限りallcinemaに従った。
- 村上ふみ：山路ふみ子
- 鈴木芳太郎：河津清三郎
- 旅館の若主人・滝沢謙吉[6][2]：清水将夫
- 謙吉の父・安造：三桝豊
- 謙吉の母・おしん：明晴江
- おふみの伯父・村上藤兵衛[6][2]：加藤精一
- 謙吉の友人・広瀬恒夫：田中春男
- その妻・里子：野辺かほる
- 産婆・村井ウメ：浦辺粂子
- その夫・浩太：大泉慶治
- 街の紳士・森三十郎：菅井一郎
- 刑事・新田格：大友壮之助
- 与太者・小山譲二：大川修一
- 講談師・神田伯山：鳥橋弘一
- 万才師・春廼家小春：田中筆子
- 万才師・春廼家笑福：上田寛
- 小唄・流行亭左松：ジョー・オハラ
- 浪曲師・天広軒虎松：奈美乃一郎
- 女道楽・立花家歌之助：瀧鈴子

## 受賞歴
- 1937年度 第14回キネマ旬報賞
  - 日本映画ベスト・テン3位 『愛怨峡』（溝口健二監督）[7]